# Los Terreros, Allende
Los Terreros är en ort i Mexiko.   Den ligger i kommunen Allende och delstaten Nuevo León, i den centrala delen av landet, 700 km norr om huvudstaden Mexico City. Los Terreros ligger 350 meter över havet och antalet invånare är 331.
Terrängen runt Los Terreros är platt. Runt Los Terreros är det ganska glesbefolkat, med 38 invånare per kvadratkilometer. Närmaste större samhälle är Allende, 11,3 km sydväst om Los Terreros. Trakten runt Los Terreros består i huvudsak av gräsmarker.